# Рудий Юрій Миколайович
Ю́рій Микола́йович Рудий — капітан служби цивільного захисту ДСНС, начальник ДПРП-48 міста Рава-Руська.

## Короткі відомості
Загинув 30 травня 2016 року при виконанні службових обов'язків під час великої пожежі на території Грибовицького сміттєзвалища внаслідок обвалу твердих побутових відходів разом з двома іншими рятувальниками: начальником караулу ДПРЧ-17 по охороні м. Жовква старшим лейтенантом служби цивільного захисту Вненкевичем Андрієм Миколайовичем та пожежником ДПРЧ-17 по охороні м. Жовква сержантом служби цивільного захисту Юнком Богданом Юрійовичем.
Похований в Раві-Руській. По загиблих 1 червня 2016-го у Львові оголошено жалобу.

## Нагороди та вшанування
За особистий внесок у зміцнення обороноздатності Української держави, мужність, самовідданість і високий професіоналізм, виявлені під час бойових дій та при виконанні службових обов'язків, відзначений — нагороджений
- орденом «За мужність» ІІІ ступеня (22.8.2016, посмертно).